# Bogucin (condado de Ciechanów)
Bogucin es un pueblo de Polonia, en Mazovia.  Se encuentra en el distrito (Gmina) de Opinogóra Górna, perteneciente al condado (Powiat) de Ciechanów. Se encuentra aproximadamente a 3 km al sureste de Opinogóra Górna, 8 km al este de Ciechanów, y a 77 km  al norte de Varsovia. 
Entre 1975 y 1998 perteneció al voivodato de Ciechanów.